# Шрити Џа
Шрити Џа (рођена 26. фебруара 1986) је индијска глумица која првенствено ради на хинди телевизији. Позната по својој свестраности у низу жанрова, од романтичних комедија до криминалистичких драма, добитница је неколико признања, укључујући две ITA награде, три Indian Telly награде и две златне награде .
Џа је дебитовала у глуми 2007. године са тинејџерском драмом Дхоом Мацхаао Дхоом, играјући Малини Шарму. Џа се тада етаблирала као водећа глумица са својим портретом Судхе "Девика" Шарма Вашишт у Јиоти, Сандхиа Савраткар Прадхан у Ракт Самбандх и Јханви Добрииал / Сиа Пратапсингх у Дил Се Ди Дуа... Саубхагиавати Бхава? . Џа је стекла шире признање својим портретом Прагје Арора Мехре у Кумкум Бхађи . 2022. године учествовала је у Феар Фацтору: Кхатрон Ке Кхилади 12, где је завршила на 10. месту и постала 3. пратиља у Јхалак Дикхла Јаа 10 .  

## Рани живот и образовање
Џа је рођена 26. фебруара 1986. у Бегусараију, Бихар .   Отишла је да живи са породицом у Калкути, где су остали 10 година, а затим су се преселили у Катманду, Непал . Након тога су се преселили у Њу Делхи, где је наставила студије у јавној школи Лакшман.  Завршила је диплому основних студија енглеског језика на колеџу Шри Венкатешвара у Њу Делхију . Има старију сестру, Минакши, и млађег брата, Шашанка.  

## Спољни линкови
- Шрити Џа на веб-сајту  (језик: енглески)
- Шрити Џа на веб-сајту